# Chasey Lain
 (juin 2022).
Si vous disposez d'ouvrages ou d'articles de référence ou si vous connaissez des sites web de qualité traitant du thème abordé ici, merci de compléter l'article en donnant les références utiles à sa vérifiabilité et en les liant à la section « Notes et références ».
Chasey Lain (Cocoa Beach, 7 décembre 1971) est une actrice américaine de films pornographiques.

## Biographie
D'abord strip-teaseuse, Chasey Lain développe sa carrière dans le cinéma érotique. En 1991, le premier film X auquel elle prend part, Wild at Heart. Trois ans plus tard, elle signe un contrat avec le studio Vivid où elle participe à plusieurs films à succès dont Chasey Loves Rocco ou Chasey Saves the World.
Elle fait également quelques apparitions dans le cinéma grand public, entre autres dans Capitaine Orgazmo de Trey Parker et He Got Game de Spike Lee.
En 2002, elle joue dans Chasin' Pink 6 puis met sa carrière en suspens pour quelque temps. Elle revient deux ans plus tard dans Chasey's Back. Elle continue de tourner à partir de 2006 dans des rôles lesbiens pour Lez B Friends, All-Girl Pussy Parade 2, Chasey's Lipstick Lesbians, Lesbian Centerfolds 2 ou Girlicious.
Elle fait partie de l'AVN Hall of Fame. Le groupe Bloodhound Gang a écrit pour elle the Ballad of Chasey Lain.